# Lisie Jamy (Basses-Carpates)
Pour les articles homonymes, voir Lisie Jamy.
Lisie Jamy est une localité polonaise de la gmina et du powiat de Lubaczów en voïvodie des Basses-Carpates.